# Ivan Lavallée
Ivan Lavallée est un mathématicien et professeur d'informatique émérite de l'Université. Il est directeur éditorial de la revue trimestrielle Progressistes qui traite des rapports entre science, technique et travail,,,. Il se revendique également du marxisme et du communisme, et propose comme alternative de société une forme de cyber-socialisme,.

## Biographie
Ivan Lavallée est né en 1946. Il est le fils du professeur de mécanique, économiste, militant et résistant communiste français Léon Lavallée.
Il est Docteur d'État es sciences, professeur d'informatique à l'université Paris VIII, et à l'Ecole Pratique des Hautes Etudes (EPHE). Il a occupé des postes de direction au sein du CNRS.
Il est directeur de la rédaction de la revue Progressistes : une revue scientifique trimestrielle de sensibilité communiste, proche du Parti communiste français.

## Pensée cyber-socialiste

### Cyber-révolution et révolution sociale(2022)
Ivan Lavallée propose un système inspiré du "socialisme cybernétique", notamment dans son ouvrage Cyber-révolution et Révolution sociale paru en 2022. L'idée du cyber-socialisme, selon Lavallée, est de pouvoir tendre vers une plus grande automatisation de la production, afin de libérer l'homme du travail aliéné. Le nouvel développement des forces productives et du savoir scientifique depuis le 20e siècle permettrait de rendre disponible l'avènement d'une société communiste, à condition que les salariés s'unissent et prennent le pouvoir. Les recherches scientifiques de Alan Turing (la machine de Turing, et la machine de Turing universelle) et de Norbert Wiener (l'un des fondateurs de la cybernétique) ont contribué, selon Ivan Lavallée, à développer ces nouvelles forces productives et informationnelles contemporaines, et elles permettront également d'établir des bases nouvelles pour une société socialiste. La science étant devenue également, selon Ivan Lavallée (en se basant sur la pensée de Marx), une force productive directe.
La "cyber-révolution" est un concept d'Ivan Lavallée, se définissant comme l'avènement dans les forces productives, notamment via la Machine de Turing universelle et la cybernétique, d'une fusion d’un système unique de communication, d'un élargissement du calcul massif et rapide, de l'automatisation et d'un important et rapide traitement de l’information. Egalement, cette cyber-révolution a progressivement connu une baisse des couts, et ainsi une forte diffusion dans l'ensemble de la société (notamment grâce à la miniaturisation). Les procédés de production, les circuits de communication, la pratique même des services sont bouleversés par les réseaux. La vie sociale est globalement touchée : cette révolution cybernétique n’est pas simplement une révolution technique, elle touche bien d’autres aspects (économiques, politiques, culturels, sociales, relationnels etc...).

### L'intérêt de la cybernétique de Norbert Wiener selon Ivan Lavallée: passer du déterminisme au probabilisme
La Cybernétique depuis Norbert Wiener possède un intérêt important pour Ivan Lavallée. En 1938, Norbert Wiener s'intéresse aux automatismes à commande en continu. Pendant la Seconde guerre mondiale, Wiener participe à l'élaboration de méthodes de défense antiaérienne avec une défense contre l'aviation (DCA) automatique et il est amené à réfléchir à deux aspects principaux : 1) la transmission des messages, c'est-à-dire le problème de la communication, 2) le couplage de l'activité humaine avec la machine, et l'interface homme machine.

Ainsi, Norbert Wiener et ses collègues se confrontent à une problématique nouvelle, celle de gérer des systèmes complexes dans lesquels intervient non seulement une part d'indétermination, mais surtout un aspect aléatoire, probabiliste. L'automatisation classique est en difficulté pour réagir de manière déterministe et précise face à une part de non déterminisme, voire de déterminisme antagonique (dans le cas de la DCA, les choix du pilote pour d'une part échapper à la DCA, d'autre part pour la contrer). L'approche doit être complétée par les données du passé, sans cesse enrichies de celles du présent et les intégrer en tant que paramètres à part entière de la modélisation, il faut pour ce faire admettre des réponses plus ou moins approximatives mais s'améliorant par l'accumulation d'expérience, un sorte d'apprentissage automatique avant la lettre comme le dit Ivan Lavallée. Ainsi, par ce constat sur la nouveauté que représente l'avancée de la cybernétique, Ivan Lavallée considère qu'il n'y a plus de modèle complétement déterministe, complet, on ne peut plus se contenter de prévoir à l'avance ce qu'il faut faire. Ce qui compte c'est le traitement de données ; tant celles dont on dispose déjà que celles qui nous arrivent en temps réel. Ce qui était antérieurement le modèle devient de plus en plus le schéma de traitement de données, l'algorithme, le programme. Ivan Lavallée analyse ainsi l'évolution dans les forces productives, la nouveauté qu'engendre la cybernétique dans les forces productives sous le capitalisme :
L'automatisation de la révolution industrielle, étroitement déterministe fondée sur l'instrumentalisation des forces (chaînes automatisées, centres d'usinages...) doit faire place au traitement calculatoire, classement, hiérarchisation des données et des résultats des corrélations et de l'analyse des chaînes causales. La conception « mécaniste » et étroitement déterministe du monde ; à une cause précise correspond une conséquence précise et unique est à ranger au magasin des antiquités. L'adage qui veut qu'on ne se baigne pas deux fois dans le même fleuve (Héraclite) prend là toute sa signification, ainsi que la remarque d'Engels « il n'est rien d'absolu, rien de sacré, tout est caduc devant l'histoire, il n'est d'éternel que le mouvement ». Il faut désormais intégrer dans le raisonnement la dynamique du changement, la statistique et les probabilités, en y ajoutant l'interpolation et l'extrapolation qui permettent la prévision (mais pas la prospective !). En économie, c'est la justification d'un repli sur les études empiriques mâtinées d'une mathématisation probabiliste, la recherche de corrélations marginalistes et la recherche d'un équilibre général ... La fin de l'économie de la confrontation des intérêts de classes, des rapports de forces entre les classes : la fin de la théorie en économie politique d'A. Smith vs K. Marx, on ne cherche plus des causes, des lois, on gère (management) au jour le jour ou à la petite semaine. En philosophie, c'est la fin de la vraie conclusion de l'Idéologie Allemande [Marx et Engels, 1845], celle de Marx pour qui les prolétaires sont la force qui fonde le mouvement qui abolit le mode de production, face à la bourgeoisie qui déploie ses forces pour transformer sans cesse le monde pour en préserver le mode de production ... Enfin, la sociologie peut rêver à devenir la Reine des sciences, elle qui ne cesse de cartographier la moindre nouveauté dans les structures, les modes de vie et les représentations du monde et leurs relations.
Ivan Lavallée montre ainsi que l'on agrandit le champ de recherche de Norbert Wiener lui-même, on s'approche d'une forme de Cybernétique sociale, et de l'usage qui en a été fait. Son modèle va être décliné concrètement de diverses manières : modèle prévisionnel, de simulation et machines ou systèmes réels complexes ou devant interagir avec un environnement ou d'autres entités complexes. Lavallée souligne que l'on peut ainsi en distinguer 4 besoins du modèle :
1) Pouvoir utiliser des données du passé et les compléter sans cesse par celles du présent implique de disposer de mémoire : du point de vue technique disposer d'une base de données.
2) La donnée devient essentielle pour piloter (calculer) la régulation systématique en continu, là où la mesure de paramètres de l'état du système était simple facteur de compensation, de correction à prendre en compte pour commander les forces, les moyens d'action du système.
3) Il faut pour ce faire une bonne capacité de calcul, de traitement, de classement et de tri.
4) Il faut comprendre et théoriser le fonctionnement en termes d'échanges d'informations, de transfert de messages, de communications et non plus de simple mise en jeu de forces.
Ivan Lavallée concluant ensuite : « Et cela implique jusqu'au concept et aux relations dialectiques entre l'homme et la machine, les interfaces qui lient l'homme à la machine et les hommes entre eux à travers leurs machines communicantes et calculantes, ainsi que la prise en compte de l'environnement. La cybernétique apparaît alors comme de la dialectique mise en œuvre. »